# Littorinimorpha
Los litorinimorfos (Littorinimorpha) son un gran orden de moluscos gasterópodos. Incluye el género Oncomelania; los caracoles de este género, como Oncomelania hupensis y Oncomelania nosophora,  son parte del ciclo de vida de los Schistosoma de la sangre y del paragónico pulmonar  Paragonimus.

## Superfamilias y familias
- Calyptraeoidea
  - Calyptraeidae
  - Isospiridae
- Capuloidea
  - Capulidae
  - Trichotropidae
- Carinarioidea
  - Atlantidae
  - Carinariidae
  - Pterosomatidae
  - Pterotracheidae
- Cingulopsoidea
  - Cingulopsidae
  - Eatoniellidae
  - Rastodentidae
- Cypraeoidea
  - Cypraeidae
    - Cypraea
      - Cypraea pantherina
      - †Cypraea problematica
      - Cypraea tigris

  - Inviidae
  - Ovulidae
- Ficoidea
  - Ficidae
  - Thalassocyonidae
- Laubierinoidea
  - Laubierinidae
  - Pisanianuridae
- Littorinoidea
  - Aciculidae
    - Abchasohela
    - Acicula
    - Caziotia
    - Hyalacme
    - Kainarella
    - Menkia
    - Platyla
    - Pleuracme
    - Renea

  - Littorinidae
  - Pickworthiidae
  - Pomatiasidae
  - Purpurinidae
  - Skeneopsidae
  - Zerotulidae
- Naticoidea
  - Ampullinidae
  - Naticidae
    - Natica
      - †Natica canrena Linnaeus, 1758
      - †Natica plicatella Conrad

    - Polinices
      - †Polinices duplicatus

    - Tectonatica
      - †Tectonatica pusilla
- Rissooidea
  - Adeorbidae
  - Anabathridae
  - Assimineidae
  - Barleeidae
  - Bithyniidae
  - Caecidae
  - Calopiidae
  - Elachisinidae
  - Emblandidae
  - Epigridae
  - Falsicingulidae
  - Hydrobiidae
  - Hydrococcidae
  - Iravadiidae
  - Istrianidae
  - Pomatiopsidae
  - Rissoidae
  - Sadlerianidae
  - Stenothyridae
  - Tornidae
  - Truncatellidae
  - Vitrinellidae
- Stromboidea
  - Aporrhaidae
  - Colombellinidae
  - Pugnellidae
  - Seraphidae
  - Strombidae
    - Lambis
    - Lobatus Swainson, 1839[1]
      - Lobatus costatus Gmelin, 1791
      - Lobatus gigas Linnaeus, 1758
      - Lobatus galeatus Swainson, 1823
      - Lobatus gallus Linnaeus, 1758
      - Lobatus goliath Schröter, 1805
      - Lobatus peruvianus Swainson, 1823
      - Lobatus raninus Gmelin, 1791

    - Terebellum
    - Tibia
    - Varicospira

  - Struthiolariidae
  - Thersiteidae
  - Zitteliidae
- Tonnoidea
  - Bursidae
  - Cassidae
  - Perissityidae
  - Personidae
  - Ranellidae
  - Tonnidae
- Vanikoroidea
  - Haloceratidae
  - Hipponicidae
  - Vanikoridae
- Velutinoidea
  - Pediculariidae
  - Pseudosacculidae
  - Triviidae
  - Velutinidae
- Vermetoidea
  - Velutinidae
  - Vermetidae
- Xenophoroidea
  - Guttulidae
  - Lamelliphoridae
  - Xenophoridae